# 2007年カーネーション殺人事件
カーネーション殺人事件は2007年12月24日、ワシントン州カーネーション(シアトルの東40キロ)の郊外の小さな田舎町で発生した大量殺人。現場はウェイン・スコット・アンダーソンと妻のジュディの住宅で、3世代の6人が犠牲となった。

## 被害者
6人が犠牲となっている。
- ウェイン・スコット・アンダーソン(60) - ボーイングの技術者でジュディの夫
- ジュディ・アンダーソン(61) - 郵便局に勤めるウェインの妻
- スコット・アンダーソン(32) - ウェインとジュディの息子
- エリカ・マントル・アンダーソン(32) - スコットの妻
- オリビア・アンダーソン(5) - スコットとエリカの娘
- ネイサン・アンダーソン(3) - スコットとエリカの息子

## 事件
供述によれば、ジョセフ・トーマス・マッケンローとミッシェル・クリステン・アンダーソンは2007年12月24日に武装してピックアップトラックに乗り彼女の両親、ウェインとジュディの家に向かった。
家の中に入り、マッケンローがクリスマスプレゼントを包んでいたジュディの気を逸らし、ミッシェルは父ウェインを撃ち殺そうとした。しかし、ミッシェルの銃が弾詰まりを起こしたため、マッケンローがウェインを殺害し、続いてジュディも殺している。
二人は死体を外に引きずり出し、室内をきれいに磨き上げてミッシェルの兄スコットの家族がやってくるのを待った。
スコットたちが到着すると、ミッシェルは兄に向けて複数回発砲し、彼を殺害する。マッケンローとミッシェルはエリカを撃ち、傷ついたエリカは、なんとか電話を取って911にダイヤルしている。通話は数秒で切れ、緊急オペレーターに聞こえたのは、パーティーで口論するような声だけだった。マッケンローは受話器を取り上げ、バッテリーを引き剥がして床に叩きつけて壊した。彼はエリカに致命傷となる一撃を与え、2人の幼い子供まで殺している。子供の殺害は、証人を残すことを危惧し、また子供が親の死を目の当たりにして生涯怯えるて生きることもないだろう、というミッシェルの要求によるものだった。911への通報により、警察は現場に急行しているが、入り口には鍵がかかっており、警官はそれ以上の調査は必要ないと判断している。入り口は、単に通報に気付いたミッシェルが鍵をかけて逃走したに過ぎなかった。
2日後の12月26日、ジュディの親友であり同僚でもある女性が、彼女の無断欠勤を心配して訪れた際に事件が発覚した。同僚は窓を覗き込み、床に倒れる遺体を見て通報した。通報で刑事が現場に向かった一方で、マッケンローとミッシェルは尋問を受け、最終的に殺害を認めて逮捕されている。
検察は陪審員に、犯行の動機はお金だと話している。ミッシェルの言い分では、兄が彼女の金を借りていて、兄と両親から自分が不当に扱われていると思っていたからだと言う。

## 逮捕から起訴
犯人として逮捕され起訴されたのはミッシェル・クリステン・アンダーソン(犯行時は無職)と恋人のジョセフ・トーマス・マッケンロー(ターゲット店員)で、共に29歳。どちらも6件の第一級殺人で起訴された。ミッシェルはスコットの妹でウェインとジュディの末の子供。
被告は出廷の権利を放棄し、警察は彼らが殺人の容疑を認めたと説明した。

## 裁判と判決
マッケンローは2014年1月、死刑判決を避けようと殺人容疑を認めた。2014年12月19日、マッケンローの裁判の16人の陪審員が選ばれた。2015年3月25日、6件の殺人すべてを加重第一級殺人で有罪とし、5月13日に終身刑の判決が出て死刑を免れた。当時の州知事ジェイ・インスレーの全州を対象にした死刑の停止の影響と思われる。ミッシェル・アンダーソンも2016年4月に6件の加重第一級殺人で有罪となり、同月に終身刑の判決を受けた。現在、マッケンローはワシントン州刑務所、ミッシェルはワシントン女性矯正所に収監されている。